# Manuel Puch
Manuel Cruz Puch (Salta, c. 1795 - Rosario de la Frontera, 20 de noviembre de 1870), militar que se destacó por su participación en las guerras civiles argentinas, en que participó en el bando unitario.

## Biografía
Hijo de Domingo Puch y Dorotea de la Vega, era esposo de Juana María Gorriti y hermano de Carmen Puch, la esposa de Martín Miguel de Güemes; estaba emparentado con casi toda la aristocracia salteña de la época.
Muy joven ingresó al Ejército del Norte y participó en la Batalla de Salta; algunos autores suponen que también en Vilcapugio y Ayohuma. Se unió a las guerrillas que, por orden del general José de San Martín, organizó Güemes para evitar que los realistas pasaran de Salta. Durante siete años combatió en la frontera norte contra las sucesivas invasiones realistas, en lo que se conoce como la Guerra Gaucha.
Tras la muerte de Güemes, del cual era pariente político, participó en las guerras civiles en que estuvo envuelta su provincia durante la década de 1820: en 1827 secundó al general José Ignacio Gorriti en la revolución contra el gobernador Arenales, que llevó a Gorriti a la gobernación.
En 1830 fue enviado como oficial del contingente salteño que se incorporó al ejército unitario del general José María Paz en su guerra contra los federales de Facundo Quiroga. Participó en la Batalla de Oncativo como jefe del ala izquierda de caballería y regresó a Salta. Se reincorporó al grueso de las fuerzas unitarias como jefe de la división salteña, al frente de la cual fue derrotado en la Batalla de La Ciudadela.
Se retiró a Salta, donde colaboró con  el gobierno de su sobrino José Güemes y participó en la Batalla de Cerrillos, en que este fue derrotado por Pablo Latorre, que asumió como gobernador.
En octubre de 1832 fue arrestado en La Caldera por orden de Latorre, quien ordenó que fuera sometido a juicio. Pero en la madrugada del 25 de octubre, junto a otro de sus sobrinos, Napoleón Güemes, sobornaron a la guardia y ocuparon la ciudad de Salta, haciendo huir al gobernador delegado Pablo Alemán, nombrando gobernador a José María Saravia. Alemán y Latorre se retiraron al sur de la provincia y, con apoyo del gobernador de Tucumán, Alejandro Heredia, regresaron en dirección a Salta, derrotando el 7 de noviembre a las fuerzas de Puch en la Batalla de Pulares, a 50 km al sur de la capital de la provincia.
Acompañado por Güemes, Puch huyó al exilio en Bolivia. Durante los siguientes años colaboró en cada intento que hicieron los unitarios para recuperar el poder perdido en Salta, y comandó la invasión del año 1836. El 18 de enero de ese año, Puch derrotó al gobernador de la provincia de Jujuy, Eustaquio Medina, en el Combate de la Tablada, y ocupó el gobierno de la provincia en forma interina. Apoyándose en la alianza con el gobernador de la provincia de Salta, José Antonio Fernández Cornejo, Puch intentó enfrentar al poderoso gobernador tucumano Alejandro Heredia; pero este respaldó a Medina e invadió Salta, donde Fernández Cornejo fue depuesto. Ante el avance de Pablo Alemán hacia Jujuy, Puch prefirió abandonar la ciudad, permitiendo la restauración de Medina; este murió pocos días más tarde, de modo que el gobierno fue asumido por Alemán. Puch se exilió nuevamente en Bolivia.
Estuvo en las filas del ejército boliviano en el principio de la guerra contra la Confederación Argentina; al saber que su hermano Miguel era uno de los jefes argentinos, pidió la baja.
En 1840 regresó a Salta y se unió a la Coalición del Norte, en las tropas del gobernador Manuel Solá. Organizó una milicia con gente de los alrededores de la ciudad, pero una sublevación le hizo perder a la mayor parte. Entonces Solá lo envió a unirse al ejército que organizaba en Tucumán el general Lamadrid, a cuyas órdenes participó en la campaña de Cuyo. Combatió en la Batalla de Rodeo del Medio y tras la derrota huyó a Chile.
Regresó en 1852, después de la caída del gobernador rosista José Manuel Saravia, y participó en la política de su provincia. Ayudó a su sobrino Dionisio Puch y al su sobrino Martín Güemes y Puch a ocupar el gobierno provincial, como aliados del Estado de Buenos Aires, aunque se mantuvieron al margen del conflicto con el presidente Urquiza. Ocupó brevemente la gobernación como interino tras la renuncia de Rudecindo Alvarado, en octubre de 1855; en mayo del año siguiente dejó el mando a su sucesor, José María Todd.
Fue diputado al Congreso de la Confederación Argentina en el año 1860, y se acercó al expresidente Urquiza, lo cual lo puso brevemente en contra del presidente Santiago Derqui
Después de la Batalla de Pavón regresó a Salta y apoyó la invasión porteña a su provincia, pero el futuro vicepresidente Marcos Paz prefirió aliarse al clan rival de los Uriburu. Durante los años siguientes prestó servicios militares en su provincia.
En 1868 participó en la defensa de la ciudad de Salta contra el ataque del caudillo Felipe Varela, que ocupó brevemente la ciudad antes de ser definitivamente derrotado. Fue ascendido a general por orden del presidente Domingo Faustino Sarmiento.
Falleció en Rosario de la Frontera el 20 de octubre de 1870. Sus restos descansan en el Cementerio de la Santa Cruz en la misma tumba que su hermano menor Dionisio Puch. Una calle de la Ciudad de Buenos Aires lleva su nombre.